# جاثلیق
جاثلیق (به یونانی: καθολικός) (به انگلیسی: Catholicos) عنوانی است که برای رهبر ارشد کلیسایی خاص به‌ویژه در شاخه‌های مسیحیت شرقی بکار می‌رود.
در فارسی به رهبر ارشد کلیسای ارمنه نیز جاثلیق گفته می‌شود.

## مقام‌های کلیسایی
مقام‌های کلیسایی در سرزمین‌های شرقی به ترتیب مقام عبارت اند از:
- بطریق
- جاثلیق
- مطران
- اسقف
- کشیش
- شماس